# Britta Hermansson
Britta Hermansson född 1962 är en svensk författare och pastor.
Hermansson är från Västerdalarna och är (2019) pastor i Equmeniakyrkan i Göteborg. 2014 ledde hon partiledarutfrågningarna i Vårgårda möte. Sedan juni 2019 är hon krönikör på GP:s namn-sida.